# Scheloribates lencoranicus
Scheloribates lencoranicus är en kvalsterart som beskrevs av Subbotina 1981. Scheloribates lencoranicus ingår i släktet Scheloribates och familjen Scheloribatidae. Inga underarter finns listade i Catalogue of Life.